# Ордосно
Ордосно (рус. Ордосно) слатководно је језеро глацијалног порекла смештено на крајњем југоистоку Псковске области, односно на западу европског дела Руске Федерације. Административно припада Куњском рејону, а његовом јужном обалом иде граница са Усвјатским рејоном.
Кроз језеро протиче река Усвјача и преко ње оно је повезано са басеном Западне Двине и са Балтичким морем.
Површина језерске акваторије је 5,1 км², са острвима 5,3 км² (6 острва укупне површине 21 хектар). Просечна дубина воде у језеру је око 3,2 метра, док максимална дубина досеже до 6,7 метара. Површина сливног подручја је око 288,34 км².
На обали језера налазе се села Спичино, Биково, Токарево, Григоркино, Сестаково и Турноје.